# Сечкин, Александр Кириллович
Александр Кириллович Сечкин (1913, с. Ждимир, Орловская губерния — 22 июля 1943, Богородичное, Сталинская область) — старший лейтенант, Герой Советского Союза.

## Биография
Родился в 1913 году в селе Ждимир ныне Знаменского района Орловской области в семье рабочего. Русский. С 1927 года проживал в городе Константиновка Донецкой области Украинской ССР. По окончании 7 классов школы, работал электрослесарем на Константиновском химическом заводе.
В 1941 году в июне был призван в Красную Армию, окончил курсы политработников. На фронте с ноября 1941 года. Занимал должности политрука, заместителя командира роты по политчасти, парторга батальона. Как парторг батальона 269-го стрелкового полка 88-й гвардейской стрелковой дивизии Сечкин участвовал в боях по освобождению Донбасса в 1943 году.
22 июля 1943 года старший лейтенант А. К. Сечкин во время боя около села Богородичное сумел добраться до роты, которая попала в окружение, и смог под непрерывным огнём противника организовать оборону. Постоянно находился на передовых позициях, сражался врукопашную. Рота смогла удержать позиции до подхода подкрепления, но в этом бою А. К. Сечкин получил смертельное ранение и вскоре скончался.
Указом Президиума Верховного Совета СССР от 19 марта 1944 года за образцовое выполнение боевых заданий командования на фронте борьбы с немецко-фашистскими захватчиками и проявленные при этом мужество и героизм старшему лейтенанту Сечкину Александру Кирилловичу посмертно присвоено звание Героя Советского Союза. Награждён орденом Ленина и орденом Красной Звезды.
Похоронен в Святогорске на мемориале горы Артёма.

## Память

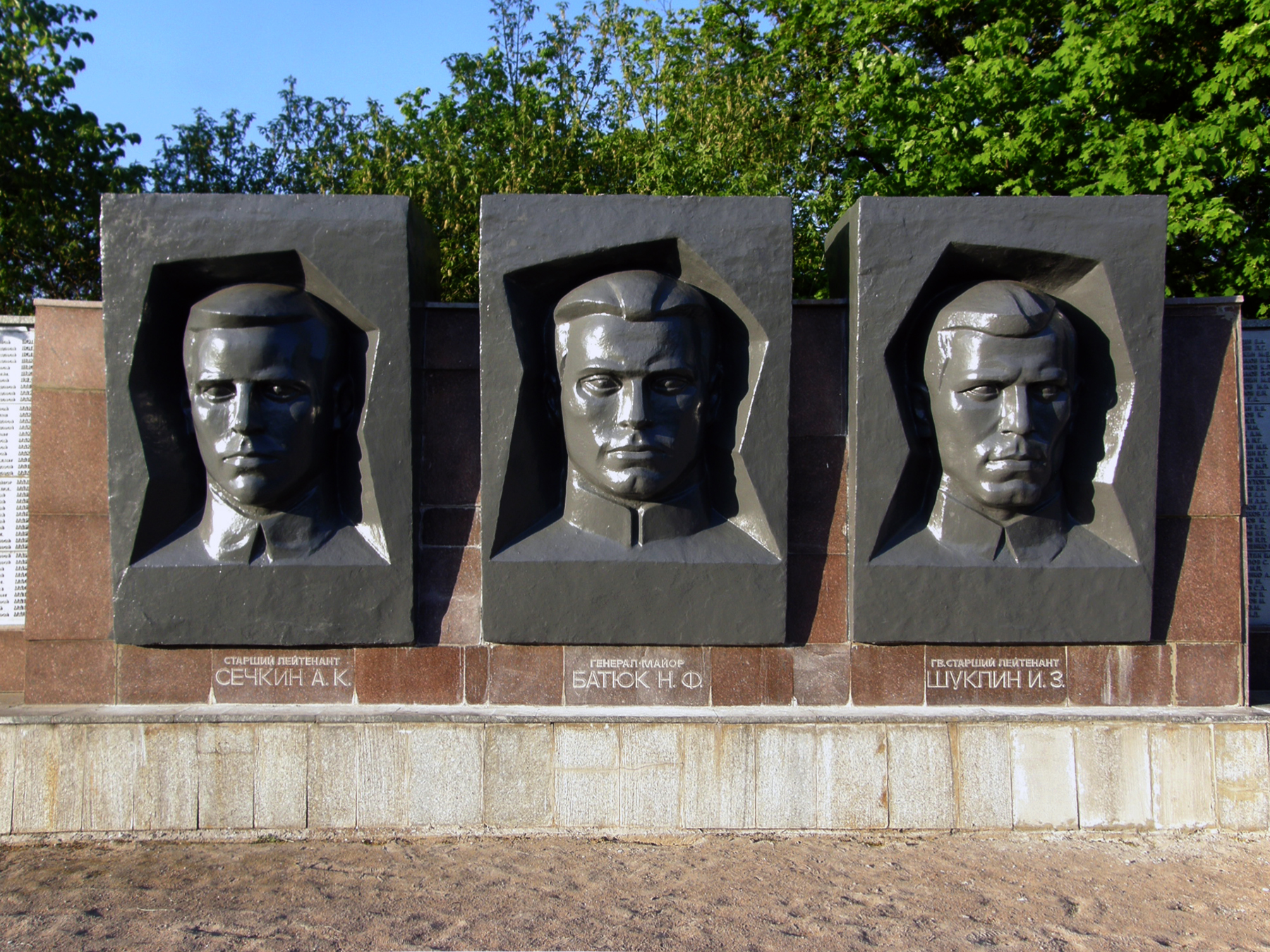
Мемориал в городе Святогорске на месте захоронения генерала Н. Ф. Батюка и Героев Советского Союза А. К. Сечкина и И. З. Шуклина

- Именем Сечкина названы улицы в городах Константиновка, Донецк, Славянск, Святогорск и селе Богородичное.
- Барельеф А. К. Сечкина установлен на мемориале в Славянске.
- В память об А. К. Сечкине в Константиновке установлен обелиск, также его имя увековечено на мемориале у проходной Константиновского химического завода.
- Бюст Героя Советского Союза А. К. Сечкина установлен в селе Знаменское Орловской области. На воинском мемориале в его честь установлена индивидуальная плита.
- Имя А. К. Сечкина увековечено на воинском мемориале в селе Ждимир Знаменского района Орловской области.